# Флатер, Шрила
Шрила Флатер (англ. Shreela Flather, (урождённая Рай; 13 февраля 1934 года — 6 февраля 2024 года) — британский политик и педагог. Пожизненный пэр.

## Биография
Дочь Раи Бахадура Афтаба Раи из Нью-Дели, Индия, адвоката и дипломата, и Кришны Раи, была правнучкой сэра Ганга Рама, известного инженера, филантропа и агронома конца 19-го века и начала 20 века в Пенджабе, Британская Индия (ныне Пакистан).
Училась в Университетском колледже Лондона.
С 1971 по 1990 год Флатер занимала должность мирового судьи, с 1976 по 1991 год — советника; была заместителем мэра и мэром королевского округа Виндзор и Мейденхед.
11 июня 1990 года она стала пожизненным пэром Консервативной партии как баронесса Флатер из Виндзора и Мейденхеда в королевском графстве Беркшир. Она была первой азиатской женщиной, получившей звание пэра. В 1998 году она ушла с поста партийного организатора консерваторов из-за понижения в должности виконта Крэнборна за его действия по уменьшению влияния Закона о Палате лордов 1999 года. Она вновь вступила в партию в 1999 году, но вышла из нее во второй раз в 2008 году, после чего заняла должность внештатного депутата.
Одно время преподавала английский язык как второй язык, была членом Национального комитета консервативных женщин. В 1996 году Флайтер была признана «Азиаткой года». Она занимала руководящие должности в различных организациях, занимающихся вопросами беженцев, общества, расовых отношений и тюремной работы. Она также вошла в шорт-лист премии Grassroot Diplomat Initiative Award в 2015 году за свою откровенную работу в области прав женщин, и её имя по-прежнему включено в справочник издания Grassroot Diplomat Who’s Who.
Будучи членом Палаты лордов, она привлекла к себе внимание тем, что носила сари и была одной из первых представительниц этнических меньшинств в палате.
Флатер была выдающимся сторонником организации Humanists UK и почётным членом Национального светского общества. Она была одним из заместителей председателя Всепартийной парламентской гуманистической группы. Она жила в Мейденхеде.
Флатер был покровителем благотворительной организации по защите населения Великобритании Population Matters. Она была членом совета директоров Marie Stopes в течение 17 лет.
Возможно, ее самым важным вкладом стала помощь в создании мемориала добровольцам с Индийского субконтинента, из Африки и Карибского бассейна, которые сражались на стороне британцев в двух мировых войнах. Эти добровольцы, число которых составляло около 5 миллионов, были практически забыты. Её отец пошёл добровольцем на Первую мировую войну и был санитаром в Месопотамии.
В сентябре 2011 года во время парламентских дебатов по вопросам социального обеспечения она выделила общины иммигрантов из Бангладеш и Пакистана в Соединенном Королевстве и обвинила их в том, что они рожают много детей, чтобы иметь возможность претендовать на социальные пособия. Она заявила, что эта проблема не касается британских семей индийского происхождения, поскольку «они похожи на евреев прошлого». Они хотят, чтобы их дети получили образование" Her comments were not well-received by the government.. Её комментарии не были одобрены правительством.[8] Депутат Лейбористской партии Майкл Дагер позже осудил её и сказал, что её взгляды «невежественны» и неприемлемы. Позже она признала, что её заявление «зашло слишком далеко».
В ноябре 2012 года Флатер сделала ещё несколько противоречивых заявлений, защищая консервативного стратега по выборам Линтона Кросби во время инцидента, когда он использовал оскорбительное выражение в адрес мусульман на встрече, когда он работал на мэра Лондона Бориса Джонсона. Она сказала: «Я не одобряю ругань, но Линтон прав, когда говорит, что консерваторам бессмысленно гоняться за голосами мусульман. Они все получают пособия и голосуют за лейбористов».
В 2015 году ее снова обвинили в нетерпимости за предположение, что кровнородственные браки, которые распространены в Индии и составляют до 23 % браков в Южной Индии, являются исключительно проблемными в пакистанской общине. Она также призвала запретить халяльное мясо в Великобритании.
Она была замужем за Гэри Денисом Флэтером до его смерти в 2017 году. У нее было двое сыновей от первого брака, один из которых — Пол Флэтер. Племянница баронессы — Кеша Рам, член Сената штата Вермонт.
Флатер называла себя «индуистской атеисткой». В целом она была атеисткой, любившей важнейшие высказывания Бхагавад-гиты и следовавшей им. Была избрана почётным членом Национального светского общества. Была удостоена почётных званий ряда университетов — Университета Лидса, Открытого университета и Университета Нортгемптона. .
Флатер умер 6 февраля 2024 года в возрасте 89 лет.